# Heurnse kerk
De Heurnse kerk, ook wel de Hervormde kerk, is een protestantse kerk in de Nederlandse plaats De Heurne. Voordat de kerk werd gebouwd, waren de protestante inwoners van De Heurne aangewezen op de Sint-Liboriuskerk in Dinxperlo. Aldaar maakten ze met name van gebruik van de noordelijke zijbeuk, die dan ook wel de Heurnse zolder werd genoemd. Begin 20e eeuw werd besloten tot de bouw van een eigen kerk in De Heurne. In 1908 werd de kerk voltooid en op 8 november ingewijd. De kerk is in 1995 uitgebreid met een consistoriekamer.
In de kerk is een orgel aanwezig van de firma L. van Dam & Zn. Deze orgel is oorspronkelijk gebouwd voor de Hervormde kerk in Hellendoorn, en in 1963 overgeplaatst naar de Heurnse kerk.